# Cornutrypeta gigantocornuta
Cornutrypeta gigantocornuta är en tvåvingeart som beskrevs av Han och Wang 1993. Cornutrypeta gigantocornuta ingår i släktet Cornutrypeta och familjen borrflugor. Inga underarter finns listade i Catalogue of Life.